# Municipio de Prairie Dog (condado de Sheridan)
El municipio de Prairie Dog (en inglés: Prairie Dog Township) es un municipio ubicado en el condado de Sheridan en el estado estadounidense de Kansas. En el año 2010 tenía una población de 76 habitantes y una densidad poblacional de 0,82 personas por km².

## Geografía
El municipio de Prairie Dog se encuentra ubicado en las coordenadas 39°31′23″N 100°40′11″O / 39.52306, -100.66972. Según la Oficina del Censo de los Estados Unidos, el municipio tiene una superficie total de 92.85 km², de la cual 92,82 km² corresponden a tierra firme y (0,03 %) 0,03 km² es agua.

## Demografía
Según el censo de 2010, había 76 personas residiendo en el municipio de Prairie Dog. La densidad de población era de 0,82 hab./km². De los 76 habitantes, el municipio de Prairie Dog estaba compuesto por el 96,05 % blancos, el 3,95 % eran amerindios. Del total de la población el 5,26 % eran hispanos o latinos de cualquier raza.